# Поздрав „Черната сила“ на летните олимпийски игри 1968
Поздравът „Черната сила“ на летните олимпийски игри през 1968 г. е израз на протест от афроамериканските атлети Томи Смит и Джон Карлос по време на церемонията на награждаването им на Олимпийския стадион по време на Летните олимпийски игри, проведени в град Мексико през 1968 г.
Когато се обръщат към знамената си, за да чуят химна на Съединените американски щати, те вдигат ръцете си, със свити юмруци и ги задържат вдигнати до края на изпълнението на химна. Смит, Карлос и австралийският сребърен медалист Питър Норман носят значки в подкрепа на човешките права на якетата си. В автобиографията си, „Тих жест“ (Silent Gesture), Томи Смит пише, че жестът не е жест на „Черната сила“, а „жест в подкрепа на човешките права“. Събитието е едно от най-открито политическите послания в историята на модерните олимпийски игри.

## Протестът
Сутринта на 16 октомври 1968 г., американският атлет Томи Смит печели състезанието на 200 m гладко бягане с нов световен рекорд от 19,83 секунди. Австралиецът Питър Норман завършва втори с време 20,06 секунди и американецът Джон Карлос печели третото място с време 20,10 секунди. След приключването на състезанието тримата отиват на подиума за медалите си, които са връчени от Дейвид Сесил, 6-и маркиз на Екзитър. Двамата американски атлети получават медалите си боси, носейки черни чорапи, за да покажат бедността на чернокожите. Смит носи черен шал около врата си, за да представи гордостта на чернокожите, Карлос е с разцепено горнище на екипа си, за да покаже солидарността си с работниците със сини яки в САЩ и носи огърлица от бисери, за която описва, че е „за онези, които са били линчувани или убити и за които никой не е произнесъл молитва, за онези, които са били обесени и оваляни в катран и перушина. Беше за онези, изхвърлени от лодките в Средния пасаж“. И тримата атлети носят значки на Олимпийския проект за права на човека след като Норман, критик на австралийската политика на „Бяла Австралия“, изразява съпричастие с идеалите им. Социологът Хари Едуардс, основател на Олимпийския проект за правата на човека, е бил призовал чернокожи атлети да бойкотират игрите; действията на Смит и Карлос от 16 октомври 1968 г. са вдъхновени от аргументите на Едуардс. 
Известната снимка на събитието е направена от фотографа Джон Доминис (снимката е публикувана в списание „Тайм“).
Двамата американски атлети имат намерение да вземат черни ръкавици със себе си за събитието, но Карлос забравя своите в олимпийското село. Австралиецът Питър Норман предлага Карлос да носи лявата ръкавица на Смит. По тази причина Карлос вдига лявата, вместо дясната си ръка, различавайки се от традиционния поздрав на „Черната сила“. По време на изпълнението на химна на САЩ, Смит и Карлос показват поздрава с преклонени глави – жест, който бива показан на първите страници на новините в цял свят. При напускането на подиума, те биват освиркани от публиката. Смит по-късно казва „Ако победя съм американец, не черен американец. Но ако бях направил нещо лошо, тогава те биха казали, че съм негър. Ние сме черни и се гордеем, че сме черни. Черна Америка ще разбере какво направихме тази вечер.“

## Реакция на МОК
Президентът на Международния олимпийски комитет (МОК) Ейвъри Бръндидж счита поздрава за местно политическо изказване, неподходящо за аполитичния международен форум, който олимпийските игри трябва да бъдат. В отговор на действията им, той нарежда Смит и Карлос да бъдат изключени от американския отбор и изгонени от олимпийското село. Когато Олимпийският комитет на САЩ отказва, Бръндиндж заплашва целия отбор по лека атлетика на САЩ с наказание. Тази заплаха води до изключването на двамата атлети от игрите.
Говорител на МОК казва, че поздравът е бил „нарочно и насилствено нарушение на фундаментални принципи на олимпийския дух“. Бръндидж, като президент на Олимпийския комитет на САЩ през 1936 г., не протестира срещу нацисткия поздрав по време на олимпиадата в Берлин. Той аргументира, че нацисткият поздрав, бидейки национален поздрав по това време, е приемлив в състезание между нации, докато поздравът на атлетите не е бил национален и поради това неприемлив.
Бръндидж е един от най-известните симпатизанти на нацизма в САЩ дори след избухването на Втората световна война и свалянето му от поста президент на МОК е една от трите цели на Олимпийския проект за права на човека. През 2013 г. на официалния уебсайт на МОК е публикувано, че „повече от печеленето на медали, черните американски атлети си създадоха репутация посредством действие на расов протест“.

## Последици
Смит и Карлос в голяма степен са изключени от спорта в САЩ и биват критикувани. Списание „Тайм“ показва емблемата с петте олимпийски кръга с думите „По-ядосано, по-гадно, по-грозно“ (Angrier, Nastier, Uglier), вместо „По-бързо, по-високо, по-силно“ (Faster, Higher, Stronger). В САЩ те са обект на обиди и те и семействата им получават смъртни заплахи. Смит продължава да спортува, като играе в НФЛ за Синсинати Бенгалс преди да стане асистент-професор по физическо възпитание в колежа „Оберлин“. През 1995 г. е сред треньорите на американския отбор за Световното първенство по лека атлетика в зала в Барселона. През 1999 г. е награден с наградата „Черен спортист на хилядолетието на Калифорния“. Понастоящем се занимава с изнасянето на публични речи.
Кариерата на Карлос следва сходен път. През следващата година той изравнява рекорда на 100 ярда гладко бягане. По-късно играе за отбора на Филаделфия Ийгълс в НФЛ, докато контузия в коляното прекратява кариерата му предсрочно. В края на 1970-те години преживява тежък период. През 1977 г. бившата му съпруга се самоубива, което води до период на депресия за него. През 1982 г. Карлос е назначен от организационния комитет за Летните олимпийски игри през 1984 г. в Лос Анджелис на позиция за промотиране на игрите и като връзка с чернокожата общност в града. През 1985 г. започва да работи като треньор по лека атлетика в гимназията „Палм Спрингс“. През 2012 г. работи като съветник в училището.
Смит и Карлос получават наградата за кураж „Артър Аш“ на годишните награди за отлично спортно постижение през 2008 г., за действията им през 1968 г.
Норман, който е съпричастен с протеста на съперниците си, е порицан от австралийските олимпийски власти и изключен от новините в австралийските медии. Той не е избран да участва на Летните олимпийски игри през 1972 г., въпреки че е изпълнил квалификационната норма 13 пъти. Когато Норман почива през 2006 г., Смит и Карлос носят ковчега му на погребението.
Уейн Колет и Винсънт Матюс са изключени от олимпийските игри след като осъществяват черен протест по време на олимпийските игри през 1972 г.

## Документални филми
На Филмовия фестивал в Сидни през 2008 г. е показан документален филм за протеста, наречен „Поздрав“ (Salute). Сценарист, режисьор и продуцент на филма е Мат Норман, племенник на Питър Норман.
На 9 юли 2008 г., BBC Four излъчва документалния филм за протеста – „Поздрав Черна сила“ (Black Power Salute) – на Джоф Смол. В статия Смол отбелязва, че атлетите от британския отбор за олимпийските игри в Пекин през 2008 г. са били помолени да подпишат договори с клаузи за мълчание, които биха ограничили правата им да извършват политически действия, но те отказват.